# Rhodothemis nigripes
Rhodothemis nigripes is een libellensoort uit de familie van de korenbouten (Libellulidae), onderorde echte libellen (Anisoptera).
De wetenschappelijke naam Rhodothemis nigripes is voor het eerst geldig gepubliceerd in 1984 door Lohmann.